# SABER
«Сейбр» (англ. SABER [ˈseɪbə], «сабля»; бэкр. от Stinger Alternate Beam Rider) — опытный американский универсальный ракетный комплекс с наведением ракет по лазерному лучу, разработанный в двух базовых конфигурациях: 1) Basic Saber («Бейсик-Сейбр») — переносной, представляющей собой оружие плечевого пуска, носимое одним военнослужащим, и 2) Long Range Saber («Лонг-рейндж-Сейбр») — самоходной, представляющий собой боевой модуль с восемью ракетами в двух счетверённых контейнерах на вращающейся платформе и предназначенный для размещения на колёсной и гусеничной авто- и бронетехнике. Система наведения ракет позволяет обстрел как воздушных так и наземных легкобронированных целей. Является переработанным и усовершенствованным вариантом переносного зенитного ракетного комплекса «Стингер-Олтёнит». Проект вёлся в инициативном порядке (под возможного заказчика, на продажу) компанией-изготовителем с начала 1980-х гг. и предлагался на экспорт с середины и до конца 1980-х гг.

## Назначение
Комплекс предназначался для оснащения им лёгких пехотных дивизий как в переносном, так и в самоходном вариантах реализации. В сочетании с другими продуктами «Форд» он предназначался для создания эшелонированной системы противовоздушной обороны дивизии.

## История
Исходно проект стартовал под названием «Стингер-Олтёнит» (Stinger Alternate), которое он имел на протяжении всего периода опытно-конструкторских работ и полигонных испытаний, сокращённое словесное название «Сейбр» стало широко употребляться значительно позже, — только после того, как комплекс был доработан до боевого модуля под размещение на самоходной платформе и стал предлагаться на мировом рынке вооружения. В начале 1980-х гг., после возобновления интереса армейского командования к альтернативным проектам ракетного вооружения, в «Форд» возобновили опытно-конструкторские работы над ПЗРК с лазерной подсветкой цели. Полигонная демонстрация боевых возможностей переносного варианта «Сейбра» (конкретно под таким названием) проводилась в 1982 году на Якимском ракетно-артиллерийском полигоне в штате Вашингтон, одновременно с другими продуктами «Форд» на гусеничном ходу — самоходным зенитным ракетным комплексом «Чапарел» и зенитной самоходной установкой «Сержант Йорк», а также передвижного взводного координационного центра (Platoon Coordination Center) в трейлере на колёсном ходу, призванного обеспечить интеграцию всех перечисленных боевых средств в единую эшелонированную систему тактической противовоздушной обороны. Пуски по программе лётных испытаний ракет переносного комплекса завершились в 1983 году. Углекислотные лазеры для обоих вариантов комплекса поставлялись американским филиалом британской компании «Ферранти». За доработку комплекса всё так же отвечало подразделение «Аэроньютроник» корпорации «Форд аэроспейс», которое помимо усовершенствования переносного варианта создало на его базе боевой модуль, пригодный для размещения на шасси гусеничной бронетехники типа «Брэдли» или на шасси колёсных машин повышенной проходимости типа «Хамви» и аналогичного класса. Ракета также претерпела некоторые изменения, в частности геометрия оперения была изменена с трапециевидной на треугольную, как у шведского аналога. В таком виде комплекс был предназначен для заполнения пробела в сегменте армейских зенитных вооружений, образовавшегося с отменой программы закупок армией дивизионной самоходной зенитной установки «Дивэд». Для этих целей в 1986—1987 гг. была инициирована программа по разработке самоходного зенитно-ракетного комплекса малой дальности (Line-of-Sight-Rear, сокр. LOS-R; иначе называемая DIVAD Replacement), которую в следующем году сменила программа создания вращающегося зенитного ракетного модуля (Pedestal-Mounted Stinger, сокр. PMS), где конкуренцию «Сейбру» составили зарубежные образцы ограниченно носимых станковых зенитных ракетных комплексов: американский «Стингер» от корпорации «Дженерал дайнемикс», шведский «Рэйрайдер» концерна «Бофорс», британские «Джавелин» и «Старстрик» от компании «Шортс», а также американские проекты самоходных зенитных ракетных комплексов ближнего действия: усовершенствованный самоходный «Стингер» от корпорации «Дженерал дайнемикс», «Дифендер» компании «Дженерал электрик», «Кроссбоу» корпорации «Эл-ти-ви» и «Авенджер» компании «Боинг», — предпочтение в итоге было отдано последнему.
В сегменте противовоздушной обороны в конце 1980-х гг. комплекс в переносном варианте по прежнему соперничал с перечисленными американскими и иностранными переносными зенитными ракетными комплексами, к которым к тому времени присоединились японский «Кейко» от корпорации «Тосиба» и французский «Мистраль» от фирмы «Матра». Для того, чтобы окупить затраты на разработку и многочисленные сопряжённые расходы, в конце 1980-х гг. «Сейбр» в обоих вариантах (с перспективой оборудования любых других носителей под заказ) предлагался на международном рынке вооружений, однако, учитывая конкуренцию, к тому времени сегмент средств обеспечения ближней ПВО был уже прочно занят другими игроками, потенциальные заказчики были связаны долгосрочными контрактами с поставщиками уже существующих образцов зенитного управляемого ракетного оружия, и заказов не последовало, в результате чего проект «Сейбр» был свёрнут окончательно, имеющиеся наработки были использованы в других программах разработки управляемого ракетного вооружения с лазерной подсветкой цели.

## Устройство
Ракета представляет собой оперённый снаряд со сложенным оперением, скомпонованный по нормальной аэродинамической схеме с высоким соотношением подъёмной силы к силе лобового сопротивления. Оперение ракеты включает в себя четыре дельтавидных стабилизатора со срезанными концами и изломом по передней кромке, расположенных в хвостовой части. Ракета является двухступенчатой, имеет выбрасывающий и маршевый двигатели. Маршевый двигатель имеет блок управления вектором тяги, сопла которого расположены позади от центра масс ракеты. Для получения команд с земли ракета оснащена лазерным приёмником в хвостовой части. Ракета самоходного комплекса отличается от ракеты переносного варианта своими размерами, массой, увеличенной дальнобойностью, большей досягаемостью по дальности и по высоте. Боевая часть кумулятивно-фугасная (dual purpose shaped charge) с готовыми поражающими элементами. Для соблюдения режима звуко- и светомаскировки в процессе боевой работы, выбрасывающий двигатель был доработан таким образом, чтобы не создавать яркой вспышки и не продуцировать запыление и задымление огневой позиции в момент пуска, — ракета покидает пусковую трубу или пусковой контейнер на относительно малой скорости, зато не оставляет явно заметного с воздуха следа. Малоимпульсный выбрасывающий двигатель, помимо всего прочего в переносном варианте снижает отдачу на плечо стрелка в момент пуска, компенсируя биомеханические факторы ошибки наведения на начальном участке траектории полёта ракеты, а также существенно снижает шумовой эффект пуска и устраняет фактор разлёта реактивной струи, у иных ракет продуцирующей облако высокотоксичных раскалённых газообразных продуктов сгорания ракетного топлива над огневой позицией, снимая таким образом надобность в средствах защиты органов дыхания, слуха и зрения. Прицельные приспособления обоих комплексов стабилизированы, что позволяет производить обстрел целей не только с короткой остановки, но и непосредственно в движении.

## Тактико-технические характеристики
Источники информации : 
| Переносной (базовый) вариант - Полная боевая масса комплекса — 18,140 кг (40 фунтов) - Масса командно-пускового блока — 6,8 кг (15 фунтов) - Масса ракеты — 11,340 кг (25 фунтов) - Длина ракеты — 1090 мм (43") - Диаметр ракеты — 120 мм (4,7") | Самоходный (дальнобойный) вариант - Масса ракеты — 25 кг - Длина ракеты — 1470 мм - Диаметр ракеты — 147 мм |

В случае перевода количественных данных из американской системы мер в метрическую для конкретных параметров в скобках приводятся оригинальные данные.

## Дальнейшее развитие задела
|              |              |              |              |              |              |  |  |                          |                          |                          |                          |                          |                          |  |  | CLBRP (1978)            |                         |                         |                         |                         |                         |  |  |                |                |                |                |                |                |
|              |              |              |              |              |              |  |  |                          |                          |                          |                          |                          |                          |  |  |                         |                         |                         |                         |                         |                         |  |  |                |                |                |                |                |                |
|              |              |              |              |              |              |  |  | Laser Shillelagh (1976)  | Laser Shillelagh (1976)  | Laser Shillelagh (1976)  | Laser Shillelagh (1976)  | Laser Shillelagh (1976)  | Laser Shillelagh (1976)  |  |  | AHAMS (1978)            | AHAMS (1978)            | AHAMS (1978)            | AHAMS (1978)            | AHAMS (1978)            | AHAMS (1978)            |  |  |                |                |                |                |                |                |
|              |              |              |              |              |              |  |  | Laser Shillelagh (1976)  | Laser Shillelagh (1976)  | Laser Shillelagh (1976)  | Laser Shillelagh (1976)  | Laser Shillelagh (1976)  | Laser Shillelagh (1976)  |  |  | AHAMS (1978)            | AHAMS (1978)            | AHAMS (1978)            | AHAMS (1978)            | AHAMS (1978)            | AHAMS (1978)            |  |  |                |                |                |                |                |                |
|              |              |              |              |              |              |  |  | LBR (1972)               |                          |                          |                          |                          |                          |  |  |                         |                         |                         |                         |                         |                         |  |  |                |                |                |                |                |                |
|              |              |              |              |              |              |  |  |                          |                          |                          |                          |                          |                          |  |  |                         |                         |                         |                         |                         |                         |  |  |                |                |                |                |                |                |
|              |              |              |              |              |              |  |  |                          |                          |                          |                          |                          |                          |  |  | Basic Saber (1981)      | Basic Saber (1981)      | Basic Saber (1981)      | Basic Saber (1981)      | Basic Saber (1981)      | Basic Saber (1981)      |  |  | TopKick (1986) | TopKick (1986) | TopKick (1986) | TopKick (1986) | TopKick (1986) | TopKick (1986) |
|              |              |              |              |              |              |  |  |                          |                          |                          |                          |                          |                          |  |  | Basic Saber (1981)      | Basic Saber (1981)      | Basic Saber (1981)      | Basic Saber (1981)      | Basic Saber (1981)      | Basic Saber (1981)      |  |  | TopKick (1986) | TopKick (1986) | TopKick (1986) | TopKick (1986) | TopKick (1986) | TopKick (1986) |
| ATADS (1971) | ATADS (1971) | ATADS (1971) | ATADS (1971) | ATADS (1971) | ATADS (1971) |  |  | Stinger Alternate (1973) | Stinger Alternate (1973) | Stinger Alternate (1973) | Stinger Alternate (1973) | Stinger Alternate (1973) | Stinger Alternate (1973) |  |  | Long Range Saber (1985) | Long Range Saber (1985) | Long Range Saber (1985) | Long Range Saber (1985) | Long Range Saber (1985) | Long Range Saber (1985) |  |  |                |                |                |                |                |                |
| ATADS (1971) | ATADS (1971) | ATADS (1971) | ATADS (1971) | ATADS (1971) | ATADS (1971) |  |  | Stinger Alternate (1973) | Stinger Alternate (1973) | Stinger Alternate (1973) | Stinger Alternate (1973) | Stinger Alternate (1973) | Stinger Alternate (1973) |  |  | Long Range Saber (1985) | Long Range Saber (1985) | Long Range Saber (1985) | Long Range Saber (1985) | Long Range Saber (1985) | Long Range Saber (1985) |  |  |                |                |                |                |                |                |
|              |              |              |              |              |              |  |  | Laser Chaparral (1974)   |                          |                          |                          |                          |                          |  |  |                         |                         |                         |                         |                         |                         |  |  |                |                |                |                |                |                |
|              |              |              |              |              |              |  |  |                          |                          |                          |                          |                          |                          |  |  |                         |                         |                         |                         |                         |                         |  |  |                |                |                |                |                |                |

Универсальная система наведения, позволяющая вести обстрел наземных целей в сочетании с кумулятивно-фугасной боевой частью позволяли «Сейбру» участвовать на равных в конкурсе на переоснащение сухопутных войск противотанковыми средствами, в рамках проводимой с лета 1986 года программы по разработке усовершенствованного среднего противотанкового ракетного комплекса в переносном варианте (Antitank Weapons System-Medium, сокр. AAWS-M) и тяжёлого для размещения на транспортных средствах и бронетехнике (Antitank Weapons System-Heavy, сокр. AAWS-H) на замену переносных комплексов «Дракон» и тяжёлых комплексов «Тоу» в армиях США и союзников по НАТО, с перспективой постановки перспективных комплексов на вооружение к середине 1990-х гг. Здесь конкурентами «Сейбра» выступали усовершенствованный «Дракон» с лазерной подсветкой от корпорации «Макдоннелл Дуглас», «Фог-М» с наведением по проводам от компании «Хьюз эйркрафт», «Страйкер» с инфракрасной головкой самонаведения от компании «Рэйтеон» и безымянный комплекс с инфракрасной головкой самонаведения от компании «Тексас инструментз». После начала программы разработки среднего противотанкового ракетного комплекса, «Сейбр» был доработан конкретно под борьбу с наземными целями (при том, что он сохранял возможность обстрела низколетящих воздушных целей), его ракета была оснащена более мощной боевой частью двойного действия, которая позволяла эффективно поражать танки и другую тяжёлую бронетехнику. В таком варианте он получил название «Топкик». Но в итоге в верхах пересилила точка зрения на экономию бюджетных средств путём утверждения программы модернизации и продления срока эксплуатации уже имеющихся в наличии противотанковых средств, победу в конкурсе в очередной раз одержал усовершенствованный «Дракон». Ни один из перечисленных перспективных проектов из предназначавшихся ему на замену не пошёл в серийное производство.